# 3070 Aitken
A 3070 Aitken (ideiglenes jelöléssel 1949 GK) a Naprendszer kisbolygóövében található aszteroida. Indianai Egyetem fedezte fel 1949. április 4-én.